# Medaille voor 40 Jaar Dienst in de Brandweer
De Medaille voor 40 Jaar Dienst in de Brandweer (Duits: Feuerwehr-Ehrenzeichen für 40 Jahre) was een onderscheiding van het koninkrijk Saksen. De medaille werd in 1914 door koning Friedrich August III ingesteld. In 1925 werd de onderscheiding afgeschaft.
Voor een 25-jarig jubileum was een "schnalle", een typisch Duitse decoratie in de vorm van een gesp op een strook lint voorzien. Dit Ereteken voor 25 Jaar Dienst in de Brandweer bestond tot 1936.
De ronde bronskleurige koperen medaille werd aan een wit lint met dubbele groene bies op de linkerborst gedragen. Er zijn drie varianten:
- Medaille 43 millimeter diameter 1914 - 1920. Deze medaille kreeg vanwege een in het oog vallende fabricagefout de bijnaam "Hörnlein Medaille"
- Medaille 33 millimeter diameter 1920 - 1924
- Medaille 48 millimeter diameter 1925 - 1936 aan een nieuw lint

Op de voorzijde is een krachtige, vrijwel naakte man afgebeeld die met een knots een vuurspuwende slang met vijf koppen doodslaat. In kleine letters staat op de medaille de tekst "GOTT ZU EHR DEM NÄCHSTEN ZUR WEHR". Op de keerzijde is het rondschrift "LANDESVERBAND SÄCHSISCHER FEUERWEHREN". In het midden staat binnen een lauwerkrans "FÜR 40 JÄHR. TREUE DIENSTE".